# Pesca de langosta

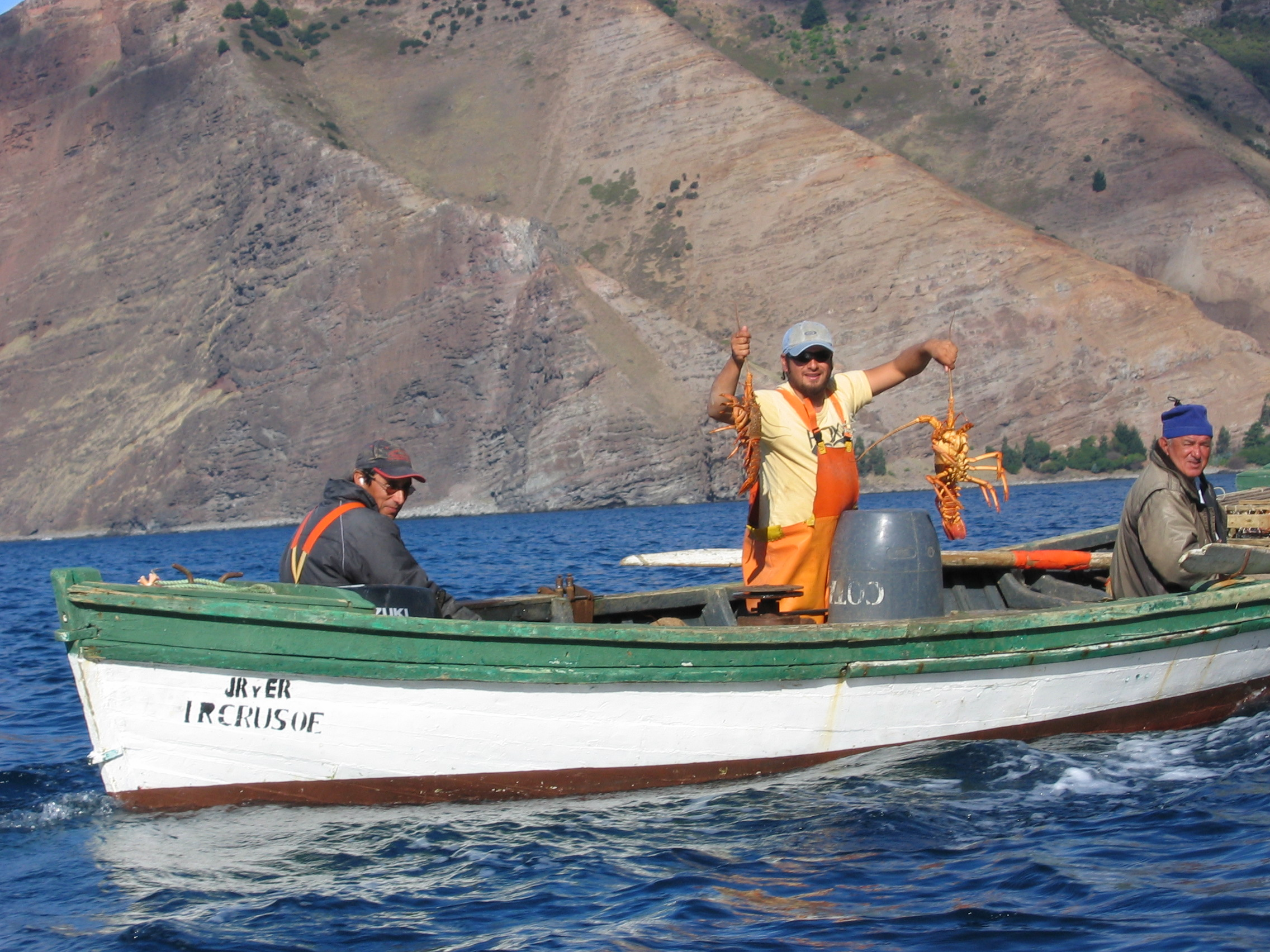
Pescadores con su captura de langostas en el Archipiélago Juan_Fernández, Chile

Las langostas son ampliamente pescadas alrededor del mundo por su carne. A menudo son difíciles de capturar en grandes cantidades, pero su gran tamaño puede convertirlas en una captura rentable. Aunque la mayoría de las especies objetivo son tropicales, la mayor parte de la captura mundial se realiza en aguas templadas.

## Métodos
Se utilizan varios métodos para capturar langostas, y el método depende en gran medida de la especie a la que se dirige.

### Nasas para langostas

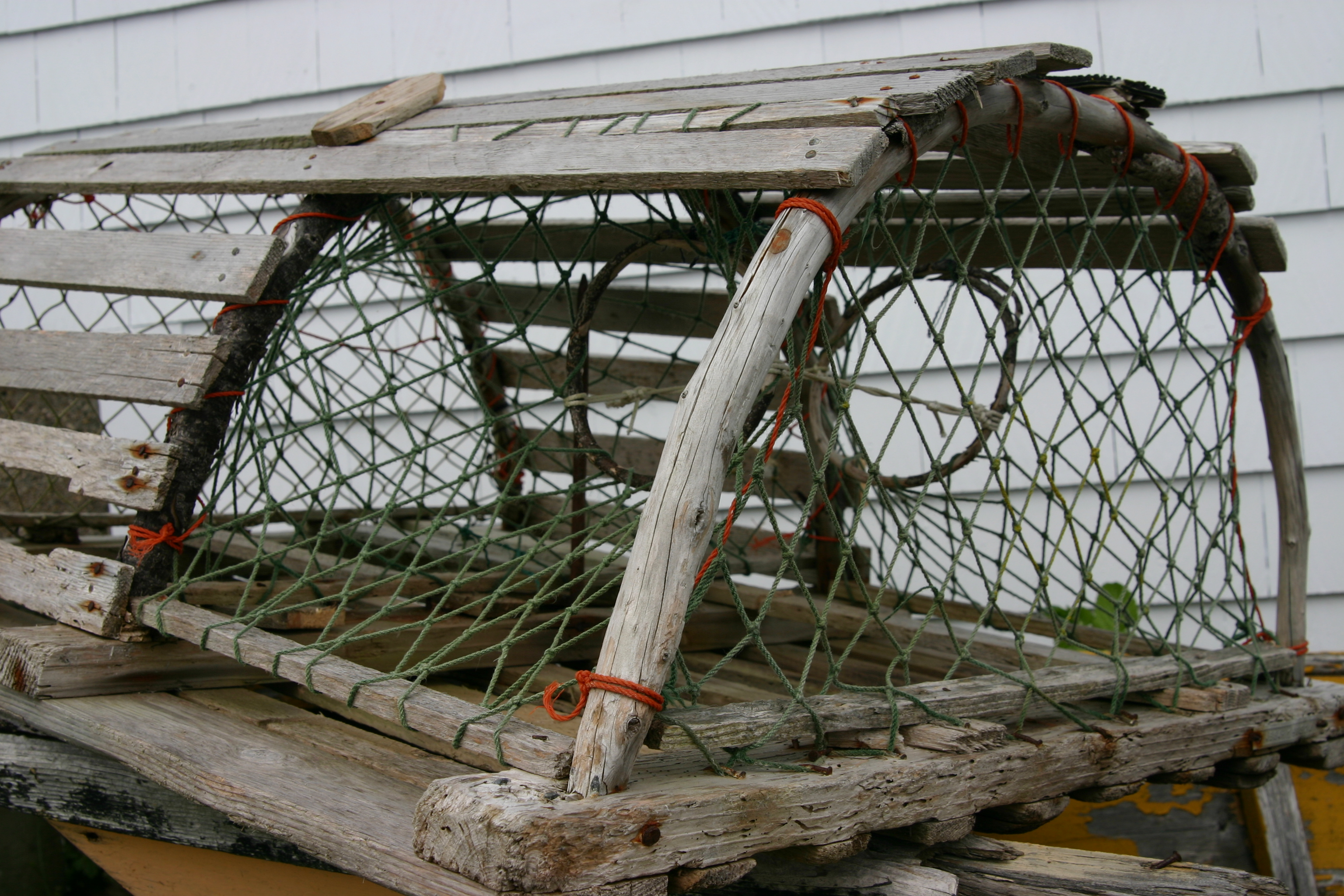
Una nasa para langostas

Las grandes langostas Homarus se capturan casi exclusivamente con nasas para langostas (también llamadas "trampas para langostas"). Estos son grandes objetos rígidos en los que la langosta entra voluntariamente, a menudo para alcanzar el cebo, y de los que luego no puede escapar. También se utilizan trampas en algunas pesquerías de langosta espinosa, como la pesquería de la langosta espinosa de California, Panulirus interruptus, en el Océano Pacífico oriental.
Las nasas para langostas pueden ser de alambre o de madera; hoy en día los pescadores se están alejando de las trampas de madera, ya que pueden ser más pesadas que las de alambre. Tradicionalmente, una nasa para langostas tiene dos compartimentos. El exterior, o "cocina", tiene una red de nailon que conduce al interior de la trampa al "salón" donde se capturan las langostas.

### Arrastre
El arrastre es el principal método utilizado para la cigala o langostino de Dublín, Nephrops norvegicus, y para aquellas cigarras de mar que prefieren sustratos blandos, como Thenus e Ibacus. También se ha utilizado con más frecuencia en la pesquería de Homarus americanus.

### Redes de enmalle y trasmallo
Se utilizan redes de enmalle y trasmallos para la langosta espinosa del Caribe, Panulirus argus.

### Pesca a mano y pesca submarina

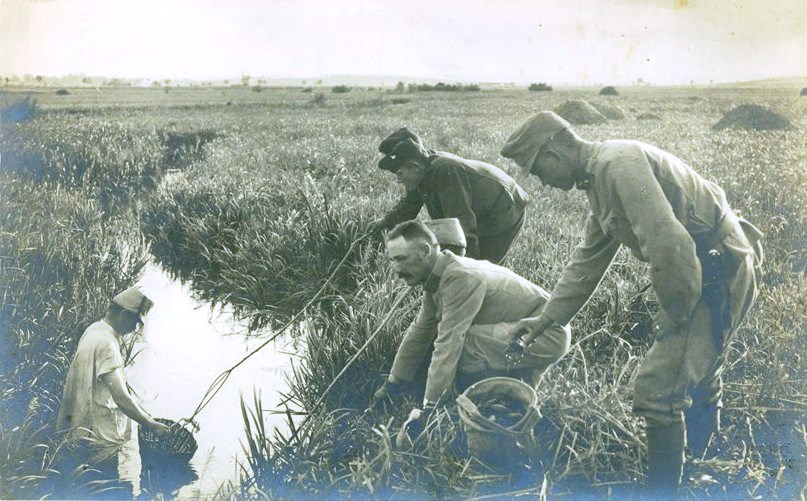
Soldados austrohúngaros capturando cangrejos de río, Primera Guerra Mundial

Las cigarras de mar que prefieren grietas, cuevas y arrecifes (incluidas las especies Scyllarides, Arctides y Parribacus) suelen ser capturadas por buzos.

## Restricciones
Se aplican restricciones legales a la captura de langostas en muchas partes del mundo, con el fin de evitar la sobrepesca y permitir el reclutamiento para la próxima generación. Las restricciones comunes incluyen la provisión de un tamaño mínimo de captura, impedir que los pescadores capturen hembras "ovadas" (hembras portadoras de huevos), vedas y limitar las capturas con cuotas individuales de pesca.
Los reguladores de la pesca comercial en los Estados Unidos, como la Comisión de Pesca Marina de los Estados Atlánticos y el Servicio Nacional de Pesquerías Marinas de Estados Unidos, hacen cumplir las restricciones mediante el uso de licencias de pesca de langosta y etiquetas de nasas para langostas que se corresponden con el número de permiso del pescador. Los fabricantes de etiquetas también mantienen bases de datos para las pesquerías con licencia de cada estado, rastreando cuántas etiquetas compra cada pescador cada año.

## Distribución y especies
De las 280.000 toneladas de capturas de langosta notificadas a la Organización de las Naciones Unidas para la Alimentación y la Agricultura para el año 2010, 188.000 t (67%) correspondieron a langostas verdaderas (familia Nephropidae), 80.000 t (28%) correspondieron a langostas espinosas (Palinuridae) y unas 10.000 t (4%) correspondieron a cigarras de mar (Scyllaridae).

### Océano Atlántico
Alrededor de 122.000 toneladas de langostas son capturadas en el Océano Atlántico norte (Áreas de Pesca de la FAO 21 y 27), donde las especies dominantes son Homarus americanus y Nephrops norvegicus.
El Estado de Maine representa 57.000 toneladas de desembarques de Homarus americanus valorados en 450 millones de dólares.
N. norvegicus se captura principalmente mediante arrastre. Alrededor de 60.000 toneladas se capturan anualmente, la mitad de ellas en las aguas del Reino Unido. Los descartes de la pesquería de Nephrops pueden representar hasta el 37% de los requerimientos energéticos de ciertos carroñeros marinos, como el mixino Myxine glutinosa. Los barcos involucrados en la pesquería de Nephrops también capturan una serie de especies de peces como la platija y el lenguado, y se cree que sin esos ingresos, la pesquería de Nephrops sería económicamente inviable.
La langosta europea, Homarus gammarus, se encuentra en todo el Océano Atlántico nororiental desde el norte de Noruega hasta las Azores y Marruecos. La Homarus gammarus se pesca principalmente con nasas para langostas, aunque las líneas cebadas con pulpo o sepia a veces logran tentarlas a salir, para permitir su captura con una red o a mano. En 2008, se capturaron 4.386 toneladas de H. gammarus en Europa y el norte de África, de las cuales 3.462 toneladas (79%) se capturaron en las Islas Británicas (incluidas las Islas del Canal). El tamaño mínimo de desembarque para H. gammarus es una longitud del caparazón de 87 mm (3,4 plg).

### Mar Caribe
En el Mar Caribe, la principal especie objetivo de las pesquerías de langosta es la langosta espinosa del Caribe, Panulirus argus.

### Océano Pacífico oriental
La especie de langosta más importante en la costa oeste de los Estados Unidos es la langosta espinosa de California, Panulirus interruptus. Los pescadores recreativos de langosta en California deben cumplir con un límite legal de captura de siete langostas por día y una longitud corporal mínima de 3,25 pulgadas (8,3 cm), medida desde la cuenca del ojo hasta el borde del caparazón. La temporada deportiva para la langosta espinosa de California comienza el sábado anterior al primer miércoles de octubre hasta el primer miércoles después del 15 de marzo. Los pescadores comerciales utilizan trampas para langostas.

### Nueva Zelanda
Nueva Zelanda implementa el Sistema de Gestión de Cuotas (QMS, por sus siglas en inglés) para limitar las capturas de peces y mariscos. Bajo el QMS, en 2011, se estableció un límite de 2 807 364 kilogramos (6 189 183,2 lb) para la langosta de roca Jasus edwardsii, y 1 291 000 kg (2 846 170,1 lb) para el scampi de Nueva Zelanda, Metanephrops challengeri. Los pescadores recreativos solo pueden recolectar a mano o usar nasas para langostas, mientras que los pescadores comerciales capturan langostas mediante arrastre. La captura total en 2011 fue de 2 539 946 kg (5 599 627 lb) de J. edwardsii, 350 194 kg (772 046,2 lb) de M. challengeri y 23 086 kg (50 896 lb) de Sagmariasus verreauxi.
La pesca recreativa de langostas ("crayfishing") en Nueva Zelanda no requiere un permiso siempre que se sigan los límites de captura, las restricciones de tamaño y las restricciones estacionales y locales establecidas por el Ministerio de Industrias Primarias de Nueva Zelanda (MPI, por sus siglas en inglés). El límite diario recreativo legal es de seis langostas por persona, con un máximo de tres nasas para langostas permitidas por persona. No se pueden capturar langostas si están en baya (cargando huevos) o en la etapa de caparazón blando. Para J. edwardsii, el tamaño mínimo legal es de 54 mm para los machos (sin pinzas en las patas traseras y pleópodos individuales) y 60 mm para las hembras (con pinzas en las patas traseras y pleópodos emparejados), midiendo el ancho de la cola sobre las espinas primarias en el segundo segmento.

### Australia
Varias especies son objeto de pesca en las costas de Australia. Jasus edwardsii se encuentra en la costa sur de Australia, desde Australia Occidental hasta Nueva Gales del Sur, así como en Nueva Zelanda. Thenus orientalis, conocido como el cangrejo de la bahía de Moreton, se pesca en la costa norte del país.

## Seguridad
La pesca de langosta es considerada una ocupación peligrosa por el NIOSH. Los pescadores de langosta que se enredan en la línea de sus trampas corren el riesgo de ahogarse si son arrastrados por la borda. Se han desarrollado mejores prácticas para prevenir y reducir el enredo, y para facilitar que los pescadores que han caído por la borda vuelvan a subir a sus embarcaciones.
La seguridad en la pesca se puede encontrar en muchos manuales y se pueden tomar cursos para asegurar que su embarcación y tripulación estén al día con todos sus procedimientos de seguridad para reducir el riesgo de lesiones o ahogamiento. Hay muchas políticas a seguir para muchas cosas, como el procedimiento de trabajo a bordo, el mantenimiento y más.

## Medio Ambiente
Existen procedimientos para minimizar la cantidad de contaminación en el agua durante la pesca. Si ocurriera un derrame en una embarcación, lo primero es minimizar la cantidad y evitar que entre la mayor cantidad posible al agua. Un kit de contaminación debe estar a bordo de cada embarcación en caso de derrame.